# Bigtable
BigTable – nierelacyjna, skompresowana baza danych o wysokiej wydajności stworzona przez Google. BigTable działa na infrastrukturze Google i nie jest dostępna poza nią, ale Google udostępnia ją w ramach usługi Google App Engine.

## Historia
Pracę nad Big Table rozpoczęły się w 2004. Aktualnie (2012) jest ona używana przez wiele aplikacji Google, takich jak jego indeks wyszukiwarki, Google Earth, Google Finance czy YouTube. BigTable może być używany razem z MapReduce, który jest często używany do generowania i modyfikowania danych zapisanych w BigTable.